# FreeSpace2源代码计划
FreeSpace 2 Source Code Project是游戏《FreeSpace 2》源代码的延伸，原开发者Volition公司于2002年释放了源代码，在那之后，多个项目使用了该引擎。其中最为知名的是基于Babylon 5和2004 Battlestar Galactic宇宙背景的一个游戏。此引擎以一个开源非商业的协议发布。

## 引擎改进和MOD支持
此引擎改进了
- Pixel shader 到3.0版本
- Vertex shader到3.0版本
- 法向映射
- 视差映射
- T&L，使得模型可以更加复杂
- 细节构成只有靠近时才描绘大舰船的细节。这是极其有效细节层次构成方式，允许数十万实时渲染
- Non-vertical turret axis
- 延伸动画支持复杂控件动画支持
- Jpeg和TGA texture兼容
- DDS texture兼容，更好的显存利用率
- EFF格式，逐帧压缩动画效果，使用DDS, Jpeg, TGA texture格式；唯一要求是画面同一维度储存。
- Glow, Shine and Environmental Reflectivity地图，支持8-bit RGB通道
- 持续变性 复杂的任务管理，支持任务间数据互送。
- Lua脚本
- OpenGL 完全支持
- Linux和Mac OS X支持
- OpenAL方位音效
- OGG支持Vorbis

更新包高精度船只和纹理贴图。计划最终目标是创建一个后继引擎，并且保留使得FreeSpace2成功的游戏要素。

## MOD和独立作品

### 独立作品
不再需要FreeSpace2游戏数据就可以运行的：
通常是免费软件
- The Babylon Project（页面存档备份，存于）
- Beyond the Red Line - Battlestar Galactica 2004主題的遊戲
- Diaspora - Battlestar Galactica 2004主題的遊戲，開發組由BtRL分離出來
- Earth Defense

### FreeSpace2 MOD
- Silent Threat: Reborn（页面存档备份，存于）

## 其他
- Vega Strike 免费开源空间交易战斗游戏，引擎可用于商业
- 重要开源游戏列表